# 조선총독부 대심원
조선총독부 대심원은 일제 강점기 조선총독부의 최고 법원이자, 총독부 법무부의 외청이며 사법 최고 기관이었다.

## 산하기관
- 고등법원
- 지방법원

## 역대 원장
- 橫田秀雄 1924 ~